# Edgar Norris
Cyril Edgar Norris (23. december 1902, Toronto – 20. april 1982, Sarasota County, Florida) var en canadisk roer som deltog i de olympiske lege 1928 i Amsterdam.
Norris vandt en bronzemedalje i roning under Sommer-OL 1928 i Amsterdam. Han var med på den canadiske båd som kom på en tredjeplads i otter med styrmand efter USA og Storbritannien.
De andre på den canadiske otter var Frederick Hedges, Frank Fiddes, Herbert Richardson, Jack Murdoch, Athol Meech, John Hand, William Ross og John Donnelly.